# Église Saint-Gengoul de Sacey
L'église Saint-Gengoul est une église située à Rouilly-Sacey, en France.

## Description
Objets du XVIe siècle : 
- de Gengoul[2]
- Le carrelage de sol[3].

Une Marie à l'Enfant du XIIIe siècle.

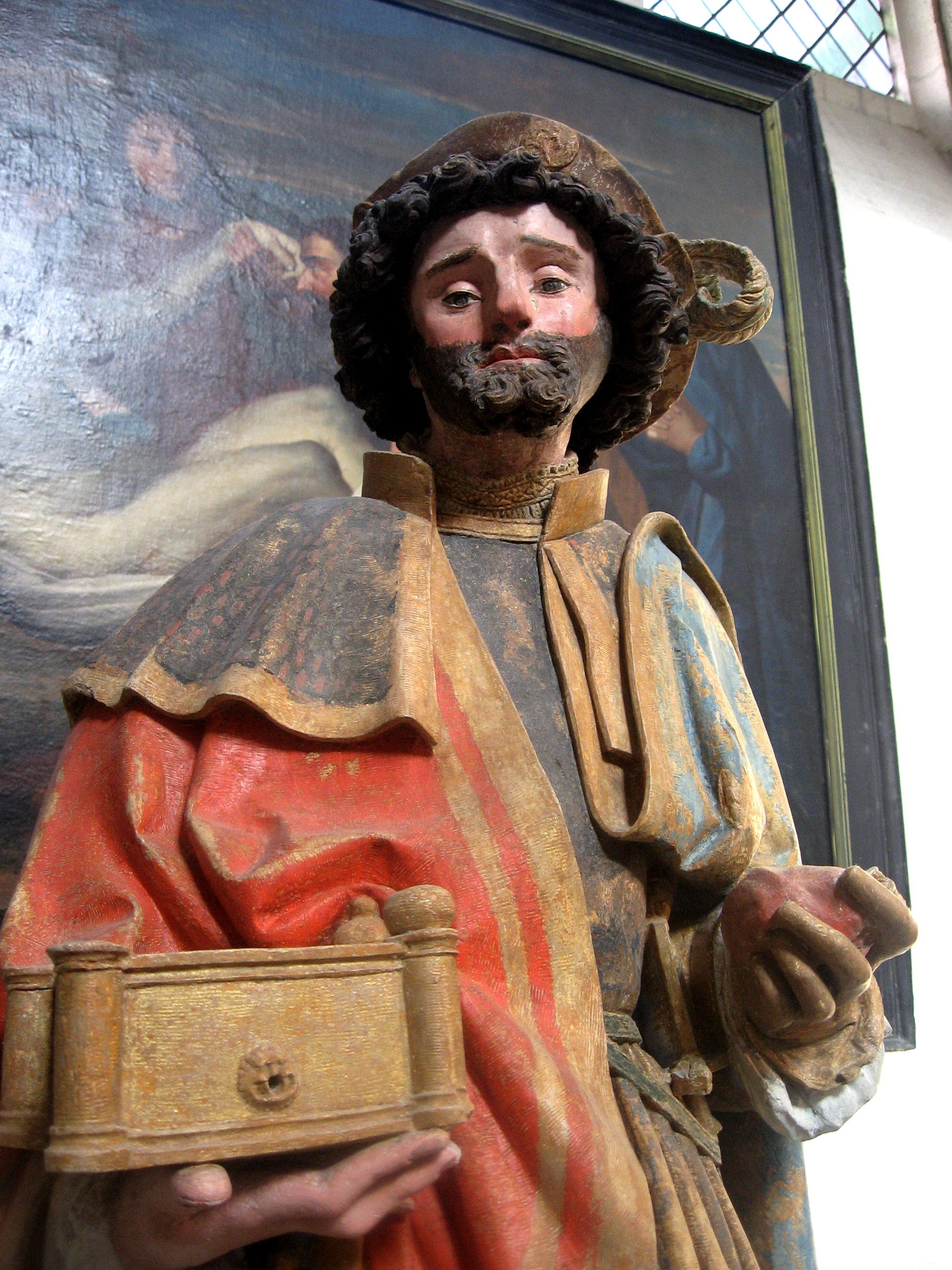
Statue de Gengoul,
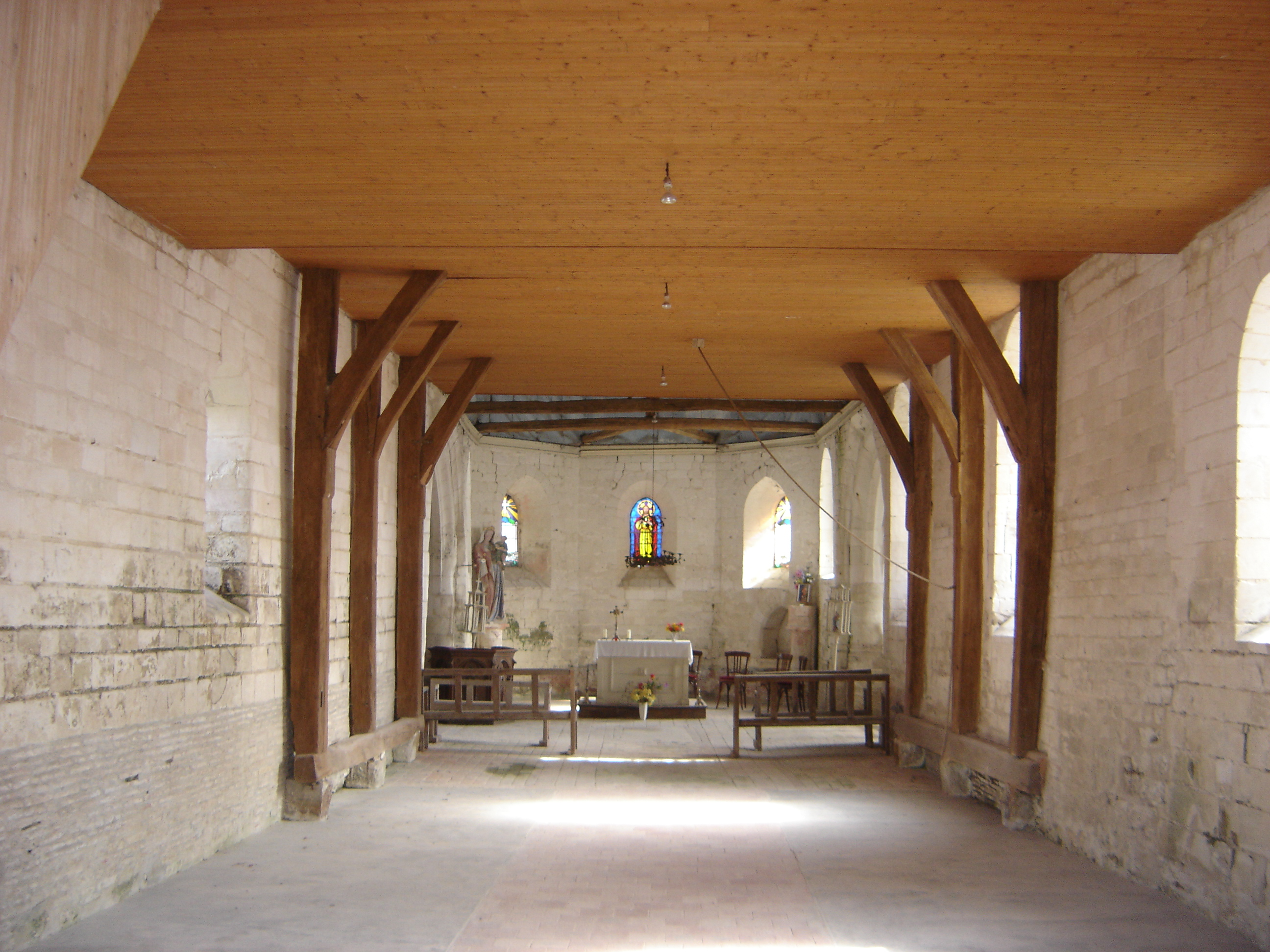
nef.

## Localisation
L'église est située sur la commune de Rouilly-Sacey, dans le département français de l'Aube.

## Historique
L'édifice est inscrit au titre des monuments historiques en 1976.